# Victor Cappellemans
Victor Cappellemans, né le 17 juillet 1823 à Bruxelles et mort le 10 février 1871 à Glain, est un journaliste belge.

## Biographie
Victor Cappellemans est le fils d'Anne-Josèphe Stevens (1802-18..) et de Jean-Baptiste Cappellemans (1777-18..), fabricant de brosses à Bruxelles, rue de la Madeleine.
Ancien élève de l'Athénée royal de Bruxelles, il est journaliste à L'Indépendance belge,  dont il a été le correspondant parisien jusqu'en 1851. En 1852, il fréquente Victor Hugo et Alexandre Dumas, tous deux exilés à Bruxelles, et participe à leurs soirées, au cours desquelles il parodie des pièces de Racine en marollien.
En 1855, il devient le premier rédacteur en chef du Nord, un journal officieux de l'Empire russe publié à Bruxelles. Deux ans plus tard, le 14 août 1857, le directeur du Nord, Nicolas Poggenpohl (d), annonce la cessation des fonctions de Cappellemans.
En 1858, Cappellemans est nommé rédacteur en chef d'un autre journal officieux russe, le Journal de Saint-Pétersbourg, publié dans la capitale russe. Membre de la Société des gens de lettres belges, il prend part, la même année, au congrès de la propriété littéraire et artistique de Bruxelles. Il a d'ailleurs consacré un ouvrage à cette question de la propriété intellectuelle (De la propriété littéraire et artistique en Belgique et en France, Bruxelles/Paris, 1854).
En décembre 1868, il épouse Lydia de Cuyper (1848-1904).
Pendant la guerre franco-allemande de 1870, ses prises de position pro-prussiennes exaspèrent la communauté française de Saint-Pétersbourg.
Il meurt à Liège, dans une maison de santé, le 10 février 1871, à l'âge de 47 ans.

## Œuvres
- De la Propriété littéraire et artistique en Belgique et en France sur Internet Archive, Bruxelles, Delevingne et Callewaert / Paris, Renouard, 1854, 375 p.
- Ce que pourra être une réunion préparatoire aux délibérations de l'Assemblée constituante de France, Bruxelles, 1870, 35 p. (lire en ligne sur Gallica).